# Notahapalopus gasci
Espèce
Synonymes
- Psalistops gasci Maréchal, 1996

Notahapalopus gasci est une espèce d'araignées mygalomorphes de la famille des Theraphosidae.

## Distribution
Cette espèce est endémique de Guyane.

## Description
La femelle holotype mesure 25 mm.

## Systématique et taxinomie
Cette espèce a été décrite sous le protonyme Psalistops gasci par Maréchal en 1996. Elle est placée dans le genre Hapalopus par Mori et Bertani en 2020 puis dans le genre Notahapalopus par Sherwood, Gabriel, Osorio, Benavides, Peñaherrera-R., Hörweg, Brescovit et Lucas en 2024.

## Étymologie
Cette espèce est nommée en l'honneur de Jean-Pierre Gasc.

## Publication originale
- Maréchal, 1996 : « Psalistops gasci n.sp., première Barychelidae de Guyane française (Araneae, Mygalomorphae). » Bulletin du Muséum national d'Histoire naturelle, Section A, sér. 4, vol. 18, p. 589-594.